# مدار (اليمن)
مدار هي قرية تقع على بعد حوالي 50 كـم (30 ميل) شمال العاصمة اليمنية صنعاء.

## التاريخ
في عام 2003 لاحظ صحفي محلي وجود آثار أقدام ديناصورات في حجر الأساس من الحجر الجيري، ولفت انتباه الجيولوجيين في جامعة صنعاء نحوها. وقد تم وضع اللافتات عليها وعمل سياج حولها من قبل هيئة المسح الجيولوجي اليمنية. حيث تم التعرف على مسارات إضافية في مكان قريب، داخل قريتي أرحب وقرية بيت الوشر. في الموقع الرئيسي، تم تحديد وجود آثار لأحد عشر من السحليات وواحد من طيريات الأرجل (نوع من انواع الديناصورات) يعود تاريخها إلى 150 مليون سنة مضت. عُثر على آثار أقدام لكل من الأحداث والبالغين. هذا الاكتشاف هو الأول من آثار أقدام الديناصورات في شبه الجزيرة العربية، وقد تم تحديد عدد قليل جدًا من الأحافير سابقًا في شبه الجزيرة العربية.

## روابط خارجية
- مقال بي بي سي عن الموقع
- التقرير العلمي للنتائج